# Cyphophthalmus duricorius
Espèce
Synonymes
- Siro duricorius (Joseph, 1869)
- Siro duricorius bolei Hadži, 1973

Cyphophthalmus duricorius est une espèce d'opilions cyphophthalmes de la famille des Sironidae.

## Distribution
Cyphophthalmus duricorius duricorius se rencontre en Slovénie et dans les zones limitrophes  d'Italie, d'Autriche et de Croatie et Cyphophthalmus duricorius bolei se rencontre au Monténégro.

## Description
Cyphophthalmus duricorius mesure de 1,70 à 1,90 mm.

## Liste des espèces
Selon World Catalogue of Opiliones (12/04/2021) :
- Cyphophthalmus duricorius bolei (Hadži, 1973)
- Cyphophthalmus duricorius duricorius Joseph, 1869

## Systématique et taxinomie
Cette espèce a été décrite par Joseph en 1869. Elle est placée dans le genre Siro par Simon en 1879 puis elle est replacée dans le genre Cyphophthalmus par Boyer, Karaman et Giribet en 2005.
Cyphophthalmus bithynicus et Cyphophthalmus yalovensis ont été élevées au rang d'espèce par Karaman en 2009.

## Publications originales
- Joseph, 1869 : « Cyphophthalmus duricorius, eine neue Arachniden-Gattung aus einer neuen Familie der Arthrogastren-Ordnung entdeckt in der Luëger Grotte in Krain. » Berliner Entomologische Zeitschrift, vol. 12, p. 241-250 (texte intégral).
- Hadži, 1973 : « Novi taksoni suhih juzim (Opilionoidea) v Jugosulaviji. » Razprave Slovenska Akademija Znanosti in Umetnosti (SAZU) IV, vol. 16, no 1, p. 1-120.